# Thunderbolt
又稱“雷電技術”，苹果中国译为“雷雳”，是由英特尔（Intel）發表的連接器標準，目的在於當作電腦與其他裝置之間的通用匯流排，第一代與第二代的連接口與Mini DisplayPort整合，第三代至第五代的連接口與USB Type-C結合，并且能用於充電。Thunderbolt 1 和 2 使用與 Mini DisplayPort (MDP) 相同的連接器，而 Thunderbolt 3、4 和 5 使用USB Type-C連接器，並支援 USB 裝置。

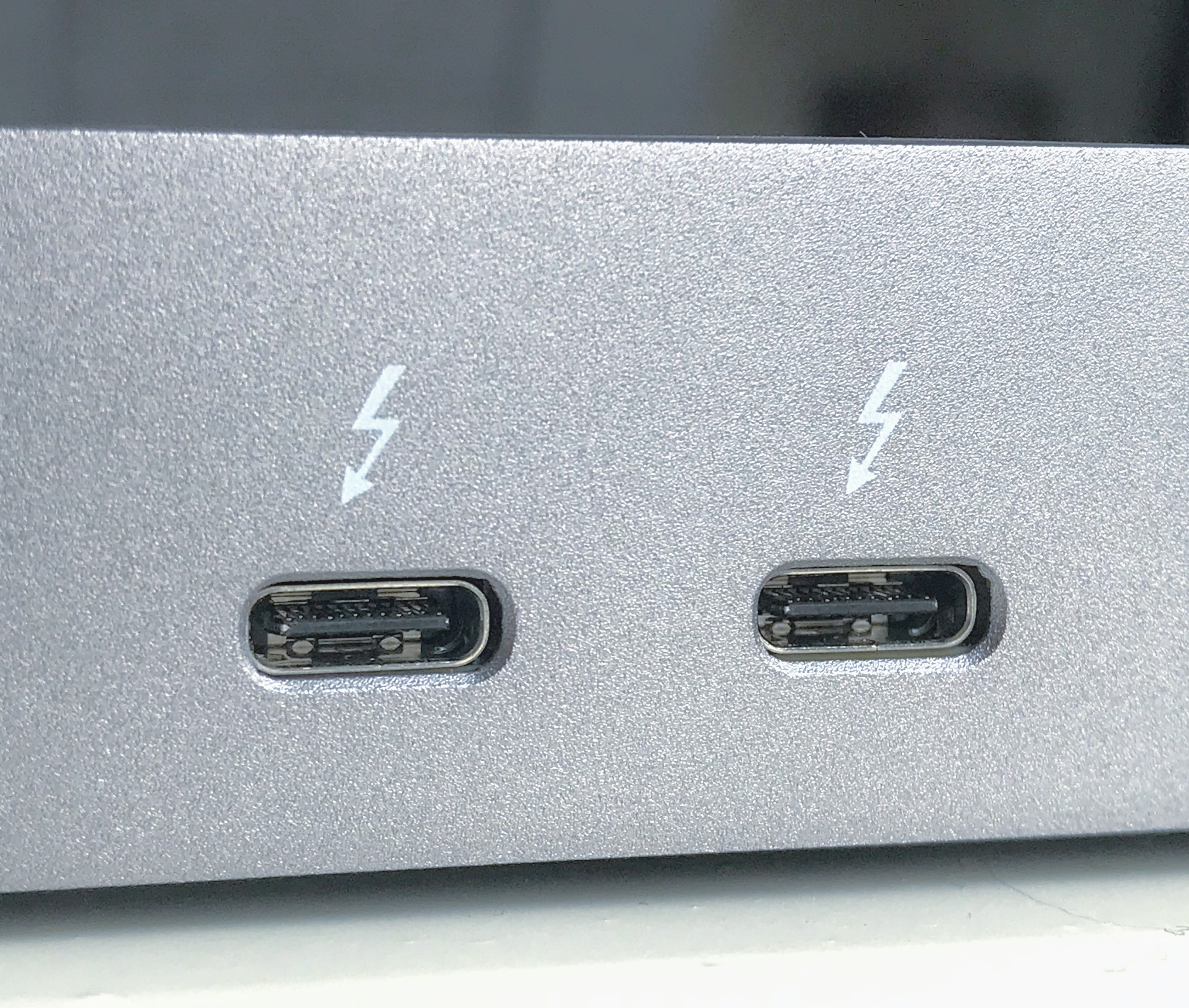
图为與USB Type-C結合的Thunderbolt 3

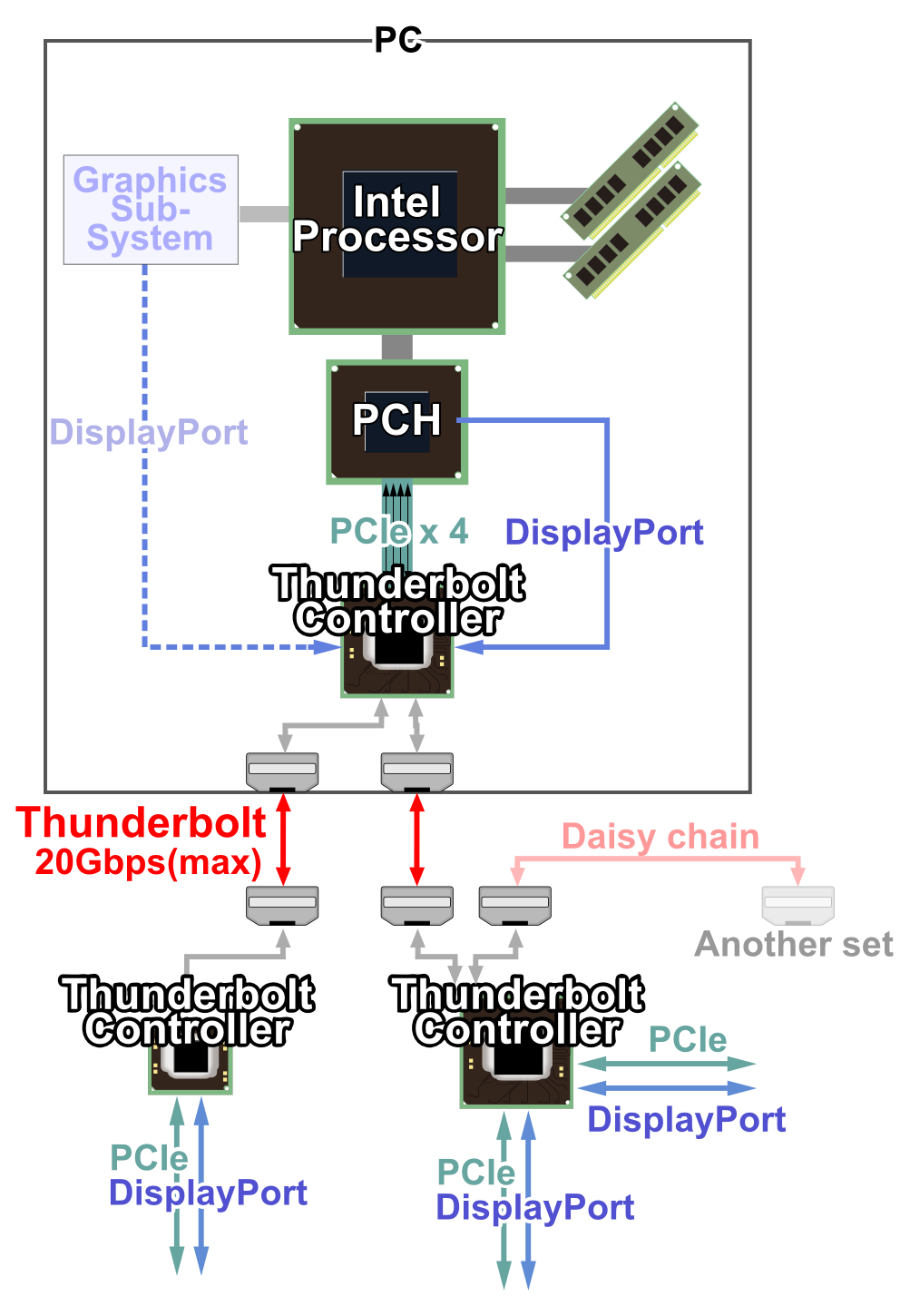
Intel 提供兩種 Thunderbolt 控制器：雙插座和單插座。外部裝置和電腦都需要有一個控制器。

早期由英特尔獨立研發，使用光纤傳輸；后來在一次科技展示會場上，苹果公司看到了早期光纤傳輸的原型後，主動對英特爾表示興趣並給予開發上的建議，致使正式發表的第一代從光纤改用铜線和苹果的Mini DisplayPort外形，Mini DP接口加上Thunderbolt，由於二合一的整合特點，作為蘋果的多用途高速傳輸介面使用，蘋果的加入使得Thunderbolt生態建立起來。
Thunderbolt 第三代以後採用USB Type-C連接口。繼續延伸多合一的整合特點，因此它既能以双向 40 Gbit/s传输数据（40 Gbit/s + 40 Gbit/s，特別是針對外接高速網路時），又能兼容Mini DisplayPort设备直接连接Thunderbolt接口传输视频与声音信号，也可连接Apple Thunderbolt Display直接同时输出视频、声音与数据，且不用如傳統使用多條連接線。

## 技術內容
| 版本               | 時間         | 廠商        | 代號                     | 地點                  | 頻寬       | USB                                             | |
| ------------------ | ------------ | ----------- | ------------------------ | --------------------- | ---------- | ----------------------------------------------- | --- |
| Thunderbolt 開發版 | 2009年       | Intel       | Light Peak               | 英特爾科技論壇（IDF） |            |                                                 | |
| Thunderbolt        | 2011年2月    | Intel Apple | Light Peak               |                       | 10 Gbit/s  | 與USB 3.0同時應用在未來的系統中，扮演互補角色。 | 具有这种接口的MacBook Pro及一根29美元的连接线。 苹果独享这技术专利权一年。                             |
| Thunderbolt 2      | 2013年       | Intel Apple | Falcon Ridge             |                       | 20 Gbit/s  |                                                 | |
| Thunderbolt 3      | 2015年6月2日 | Intel       | Alpine Ridge Titan Ridge | COMPUTEX 2015         | 40 Gbit/s  | 連接埠更換為USB Type-C                          | Alpine Ridge 僅能相容於Thunderbolt 系統, Titan Ridge 可以相容於大部分的USB-C 系統, 不僅限於Thunderbolt |
| Thunderbolt 4      | 2020年7月8日 | Intel       | Goshen Ridge             |                       | 40 Gbit/s  |                                                 | |
| Thunderbolt 5      | 2024年       | Intel       | Barlow Ridge             |                       | 120 Gbit/s |                                                 | |

### 第一版（Thunderbolt）
2011年，發表第一版Thunderbolt，訊號線最長可達10米，雙向同步傳輸速度可達10 Gbit/s。
Thunderbolt 技術採用兩種通訊協定 ，包括用在資料傳輸的 PCI Express ，以及用在顯示的 DisplayPort，且完整相容現有的DisplayPort裝置。將來可能取代其他個人電腦的周邊裝置匯流排，如DVI、DisplayPort、USB、Firewire（IEEE 1394）與 HDMI等，成為電腦對外的單一匯流排。
可以透過菊花鏈（Daisy-chain）方式連接最多六個周邊裝置(其中首两链可包含两个Apple Thunderbolt Display)，透過匯流排可供應10W的電力給周邊。

### 第二版（Thunderbolt 2）
2013年，第二版，代號 Falcon Ridge，同步傳輸速度 20 Gbit/s。
英特爾希望在2020年時將它提升到100Gbps，透過光纖線路發送具紅外線信号代替傳統的數據線進行數據傳輸，當作電腦與其他裝置之間的通用連接線，類似目前USB的功能，未來一台電腦可裝設數個Thunderbolt連接埠，提供不同的裝置使用，也可直接連接到一個具有數種對外接口的裝置上，用一種細長的線纜支援多種輸入輸出裝置。
Intel宣稱，Thunderbolt 2 能連接一個显示器，並同時傳送4K視訊。
- 物理層面，第一、二版 Thunderbolt 的頻寬都是 20 Gbit/s，因此線材是相容的。訊號線包含四條 10 Gbit/s通道，上下行各有兩條。[6]
- 邏輯層面，第二代 Thunderbolt 合併了第一代的兩條獨立 10 Gbit/s 通道，使得最高傳輸速度翻倍到 20 Gbit/s 。

第一款引入 Thunderbolt 2 的產品是ASUS主板，於2013年8月19日發佈。
第一款發售的產品是蘋果公司MacBook Pro with Retina (Late 2013)，於2013年10月22日推出。

### 第三版（Thunderbolt 3）
2015年6月2日，COMPUTEX 2015 ，代號為Alpine Ridge，雙倍頻寬達到40 Gbit/s (5 GB/s)。Thunderbolt 3 物理接口改用USB Type-C。
新一代 Thunderbolt 節省一半用電，最大供電100W。可連接兩個4K解析度顯示器，或一個5K解析度顯示器。基於 PCIe 3.0 x4。支援 HDMI2.0（4K 60Hz）和 DisplayPort1.2（5K 60Hz）。
英特爾提供控制器的三個版本：
- "DP"（Double Port）版本 ： PCIe 3.0 ×4 提供2個 Thunderbolt 3 接口 (JHL6540)
- "SP"（Single Port）版本 ： PCIe 3.0 ×4  提供1個 Thunderbolt 3 接口 (JHL6340)
- "LP"（Low Power）版本 ： PCIe 3.0 ×2 提供1個 Thunderbolt 3 接口 (JHL6240)

由於支援 Thunderbolt 1, 2 的廠商不多，而且採用 Thunderbolt 的裝置大多是高端產品，價格昂貴，加上接口使用的是蘋果Mini Displayport，配件無法用在其他電子裝置，普及程度遠低於對手USB。故此版的 Thunderbolt 將與 USB Type-C 的接頭相容，使 Thunderbolt 介面變得更普及。

### 第四版（Thunderbolt 4）
Thunderbolt4在CES2020公開發表，最終版本的規格書在2020年七月發布。Thunderbolt 4 與 Thunderbolt 3 的主要差異在於對於USB4通訊協定的支援以及資料的傳輸速度。對於PCIe的最低要求需要32Gbit/s 以上。支援兩個4K顯示(DisplayPort 1.4)。支援Intel VT-d為基本的直接記憶體存取保護以防止實體DMA攻擊。

### 第五版（Thunderbolt 5）
2023 年 9 月 12 日，英特爾預覽了 Thunderbolt 5（代號 Barlow Ridge），它符合 USB開發者論壇 (USB-IF) 的 USB4 2.0 規格。 它提供 80 Gbit/s 的對稱頻寬，例如 大量儲存裝置的頻寬是 Thunderbolt 4 的兩倍，顯示器的單向頻寬為 120 Gbit/s（Thunderbolt 3 和 4 的三倍），支援 60Hz 的雙 8K 顯示器。
完整規格涵蓋：
- 支援最新版本的USB4 2.0 80 Gbit/s規範
- 總頻寬是 Thunderbolt 4 的兩倍，達到 80 Gbit/s，同時為視訊密集型用途提供高達三倍的頻寬，達到 120 Gbit/s
- 支援 DisplayPort 2.1
- 使用 PCI Express Gen. 4 x4 實現 PCI Express 資料吞吐量的兩倍 (64 Gbit/s)，實現更快的儲存和外部顯示卡
- 下游充電功率高達 240W
- 透過 PAM-3 與長達 1 m (3.3 ft) 的現有被動電纜配合使用
- 與先前版本的 Thunderbolt、USB 和 DisplayPort 相容
- 由英特爾的支持和認證計劃支持

英特爾宣布將於 2024 年開始推出與 Thunderbolt 5 相容的電腦和配件。

## 商品化
2011年2月24日，蘋果公司發佈新款 MacBook Pro，搭載 Thunderbolt 技術，這是此技術首次應用在商業產品上。在PC产品上苹果有一年的专利独享权。同日，Promise 發佈 Pegasus 存儲產品，同樣應用此技術，這是此技術首次應用存儲業產品上。稍后，苹果發佈了使用 Thunderbolt 技术的 Apple Thunderbolt Display，2012年发布了两个小配件：Apple Thunderbolt to Gigabit Ethernet Adapter 和 Apple Thunderbolt to FireWire 转换器。
2013年6月10日，蘋果公司發佈新款 Mac Pro 並將搭載 Thunderbolt 2 技術。
2016年10月28日，蘋果公司發佈新款MacBook Pro搭載Thunderbolt 3技術。
2020年6月23日，蘋果公司官網開賣Thunderbolt 3 Pro 連接線。
2024年10月29日，苹果公司发布新款M4 pro芯片的Mac mini 搭载Thunderbolt 5技术。Thunderbolt 5数据线（1m）官网售价69.00美金。
2024年10月30日，蘋果公司發佈新款MacBook Pro搭載Thunderbolt 5技術。

## 外接
- Thunderbolt典型應用之一是外接顯示卡。以前的Intel CPU没有集成Thunderbolt控制器，許多筆記型電腦的Thunderbolt介面都是掛接在PCH下。第十代Intel Core處理器集成了Thunderbolt控制器，但是仅限10nm的Ice Lake微架构处理器，而同为第十代Intel Core的14nm Comet Lake微架构处理器并未集成Thunderbolt控制器，且部分搭载Ice Lake处理器的筆記型電腦未配备支持Thunderbolt 3的USB-C接口，例如Surface Pro 7的USB-C接口就未集成Thunderbolt 3[15]。

## 安全性
許多Thunderbolt裝置都實現了「安全性模式」，當連接裝置時要求用戶的驗證，以防止某些惡意的裝置通過存取PCI Express總線進行DMA攻擊和讀取主記憶體：
- none：沒有Thunderbolt安全性，允許所有裝置的連接。在BIOS設定中又被稱為「Legacy Mode」。
- user：每次連接裝置時都必須經過用戶的驗證。
- secure：連接裝置時要求用戶的驗證，但記住用戶連接過的裝置，對於同一個裝置不要求重新驗證。
- dponly：禁止Thunderbolt介面的PCI Express總線功能，只允許DisplayPort功能（有的電腦是只允許DisplayPort功能和USB功能）。

## 外部連結
- Light Peak技術（页面存档备份，存于）
- 英特爾 THUNDERBOLT 技術（页面存档备份，存于）
- 蘋果公司 THUNDERBOLT 介紹（页面存档备份，存于）
- THUNDERBOLT Technology Community（页面存档备份，存于）
- Learn More About THUNDERBOLT（页面存档备份，存于）